# Makoko Floating School

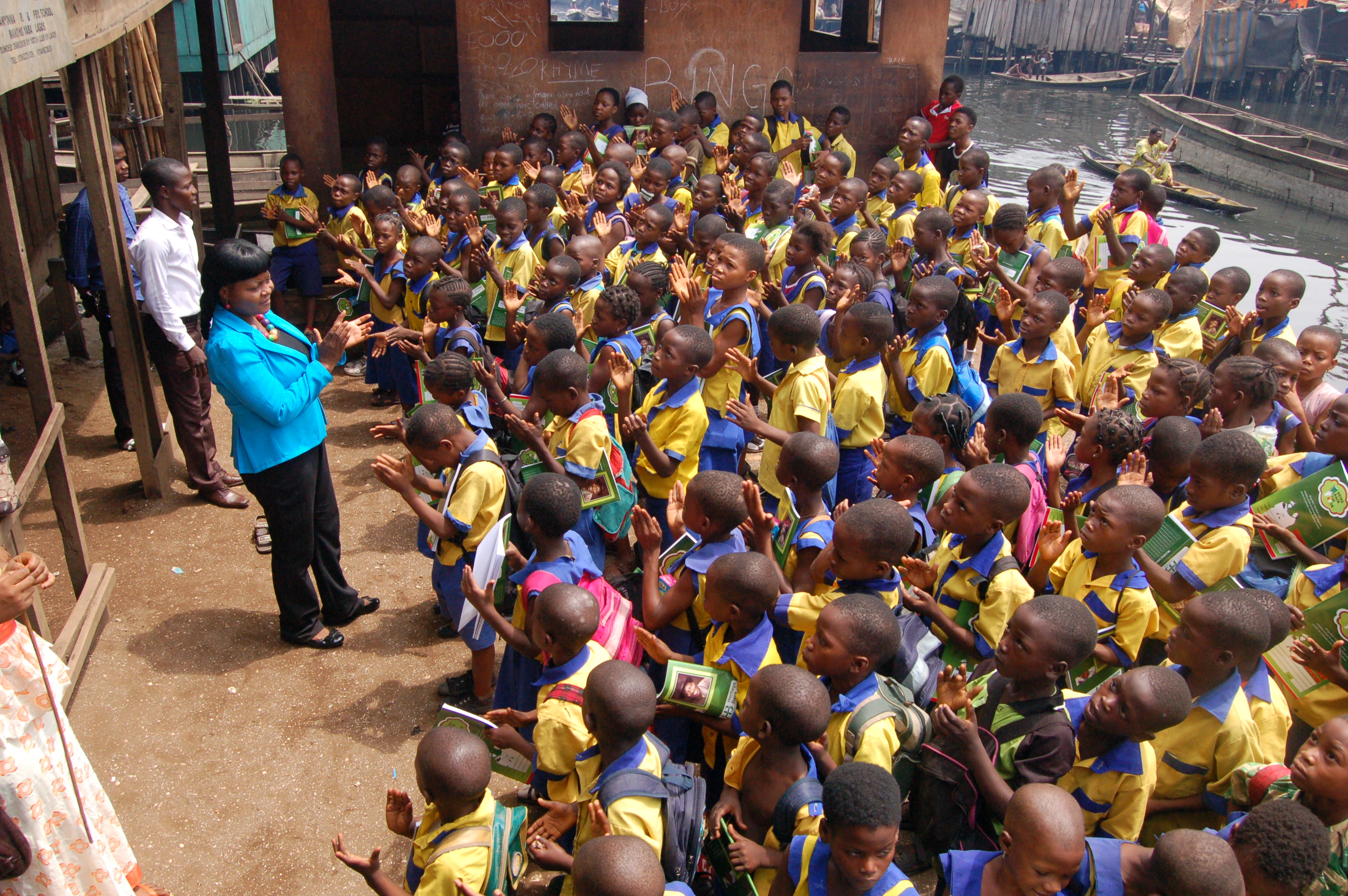
Een RARA-campagne op de MFS.

Makoko Floating School (2013–2016), kortweg MFS, was een drijvende school in Makoko, een sloppenwijk in de lagune van Lagos, Nigeria.
Hoewel officieel in maart 2013 geopend, werd MSF pas begin 2016 in gebruik genomen. Om veiligheidsredenen werden de klassen vier maanden later weer naar hun oude school op het vasteland geëvacueerd. Dit was net op tijd want op 7 juni 2016 stortte MFS door achterstalling onderhoud in gedurende een tropische storm.
De drijvende school was ontworpen door Kunlé Adeyemi, die hiervoor een maand voordat de MFS instortte de Zilveren Leeuw op de Biënnale van Venetië gewonnen had. De door misleidende publiciteitscampagnes wereldberoemd geworden Makoko Floating School is een schoolvoorbeeld van hoe een project dat begint met goede bedoelingen door politiek, persoonlijke belangen en misleidende pers tot een fiasco kan leiden.
Desondanks lijkt de architect gedurende zijn publiciteitscampagnes aan dit project zo'n draai te kunnen hebben gegeven, dat hij erop heeft kunnen voortbouwen. Niet ten behoeve van de gemeenschap in Makoko waar dit prototype voor bestemd was, maar voor eigen onderzoek, andere gemeenschappen en andere doeleinden elders in de wereld.

## Achtergrond: Makoko

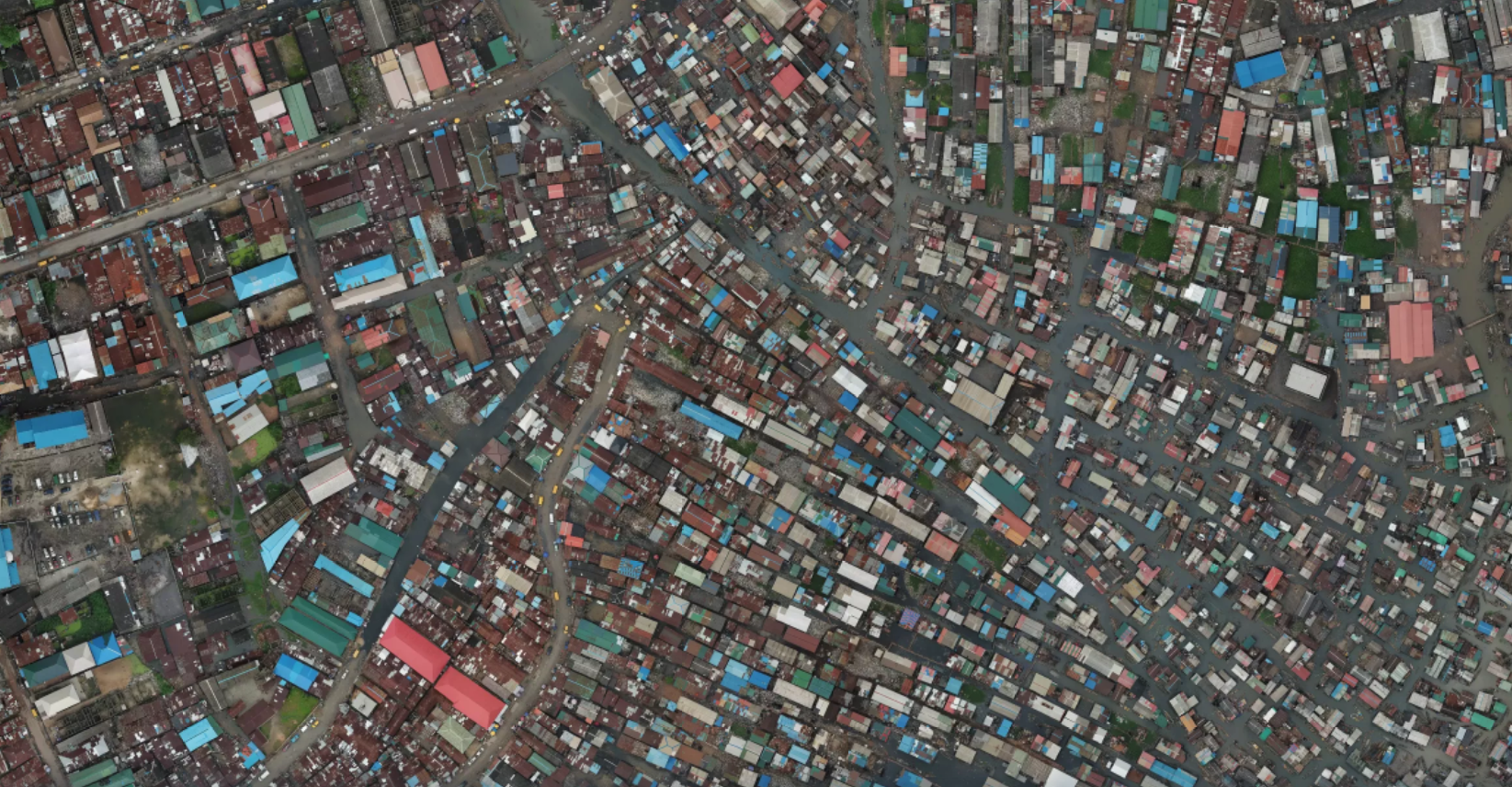
Makoko vanuit de lucht gezien.

Makoko is anno 2016 met ca. 300.000 inwoners een van de grootste sloppenwijken in Lagos, met als karakteristiek dat het grotendeels in het water van de lagune ligt, zichtbaar vanaf de Third Mainland Bridge. De grotendeels houten sloppenwijk op palen is kwetsbaar ten aanzien van het weer, in het bijzonder getijden en stormvloeden. Mensen verplaatsen zich er met kleine bootjes. De omstandigheden zijn dermate extreem, dat het object is van internationale studie. Het geldt als een typisch voorbeeld van organisch gegroeide en kwetsbare drijvende samenlevingen waarvan de cultuur gerelateerd is aan de wisselwerking met de maritieme omgeving.

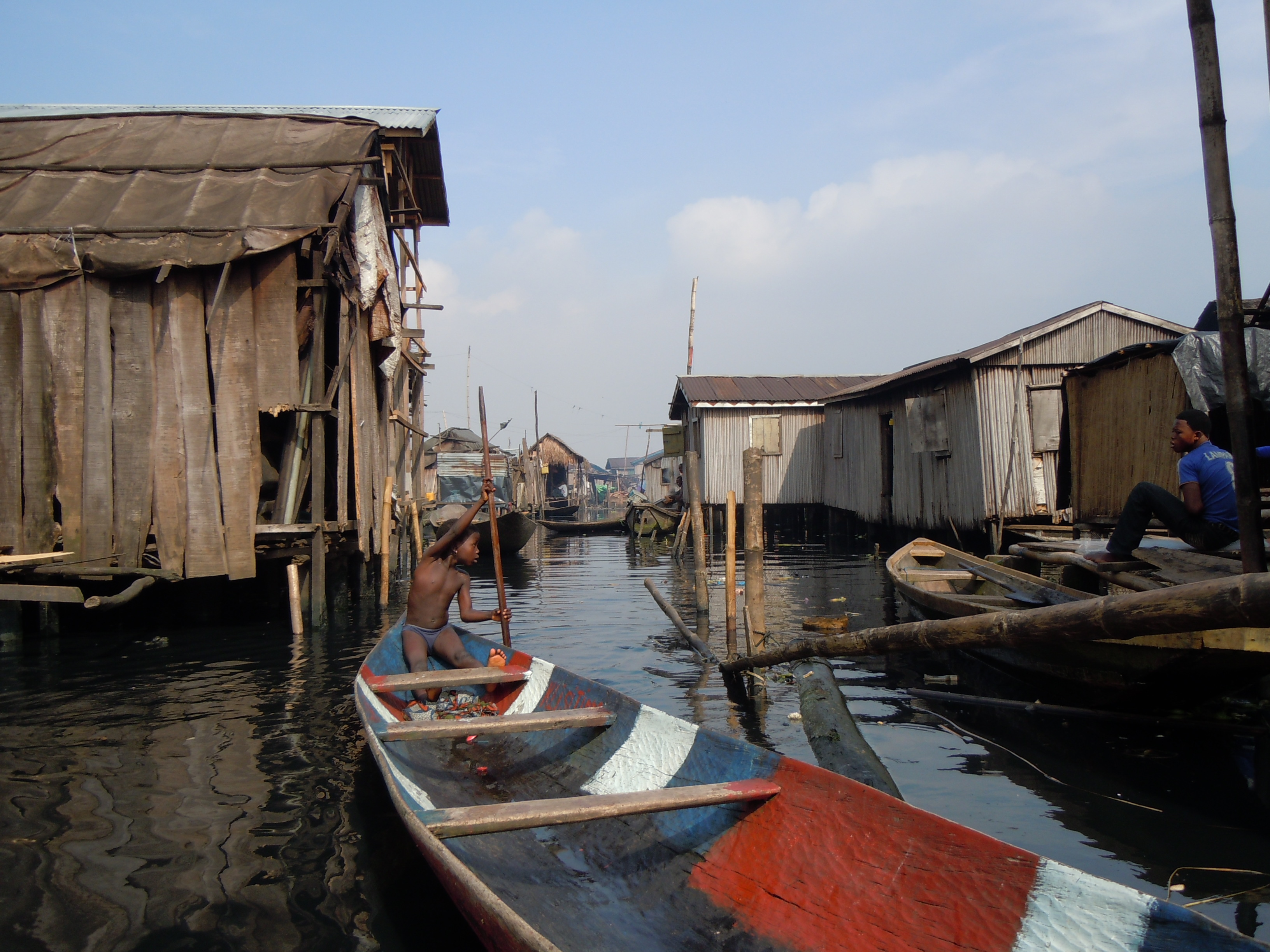
De huizen op het water in Makoko

Maar Makoko is ook een doorn in het oog van de overheid en geldt dan ook, onder de continue dreiging van uitzetting, als een instabiele gemeenschap. In 1990 was er een massa-uitzetting waarbij zo'n 300.000 bewoners uit huis gezet werden om het zo vrijgekomen terrein met villa's te bebouwen. Ook in 2012, kort voordat het MFS project van start ging, werd een deel van Makoko schoongeveegd: op 12 juni dat jaar werd Makoko bestrooid met flyers van het federale ministerie, die sprak van onhygiënische condities en de bewoners betichtte van illegale bewoning en het onmogelijk maken van economische activiteiten. Ze werden verordonneerd in 72 uur te vertrekken. Een paar dagen later trok de politie met speedboten en kettingzagen de wijk in en legde huizen plat. In totaal zouden ditmaal zo'n 3.000 mensen hun huis verloren hebben. Dit leidde tot uitgebreide protesten en het stopte op de vijfde dag toen de politie een lokale leider doodschoot.
Anno 2012 was Whanyinna de enige Engelstalige lagere school in Makoko. Deze was gebouwd was op oneven drooggelegd land, omgeven door voortdurend inkomend water. Zoals vele huizen in Makoko heeft het getijde het gebouw structureel verzwakt en nog gevoeliger voor overstromingen gemaakt.

Enkele karakteristieke beelden van Makoko
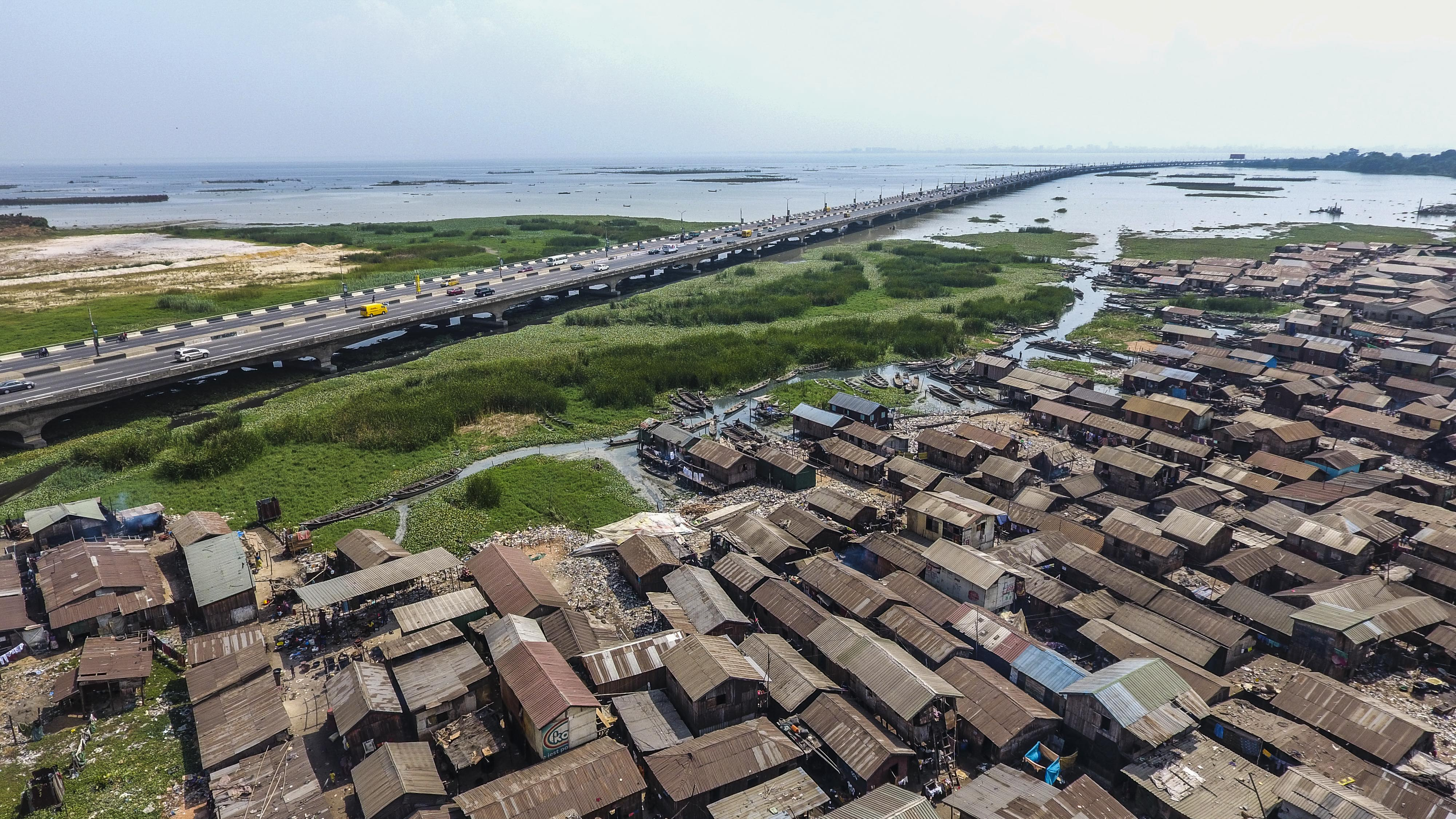
Makoko met De Third Mainland Bridge op de achtergrond.
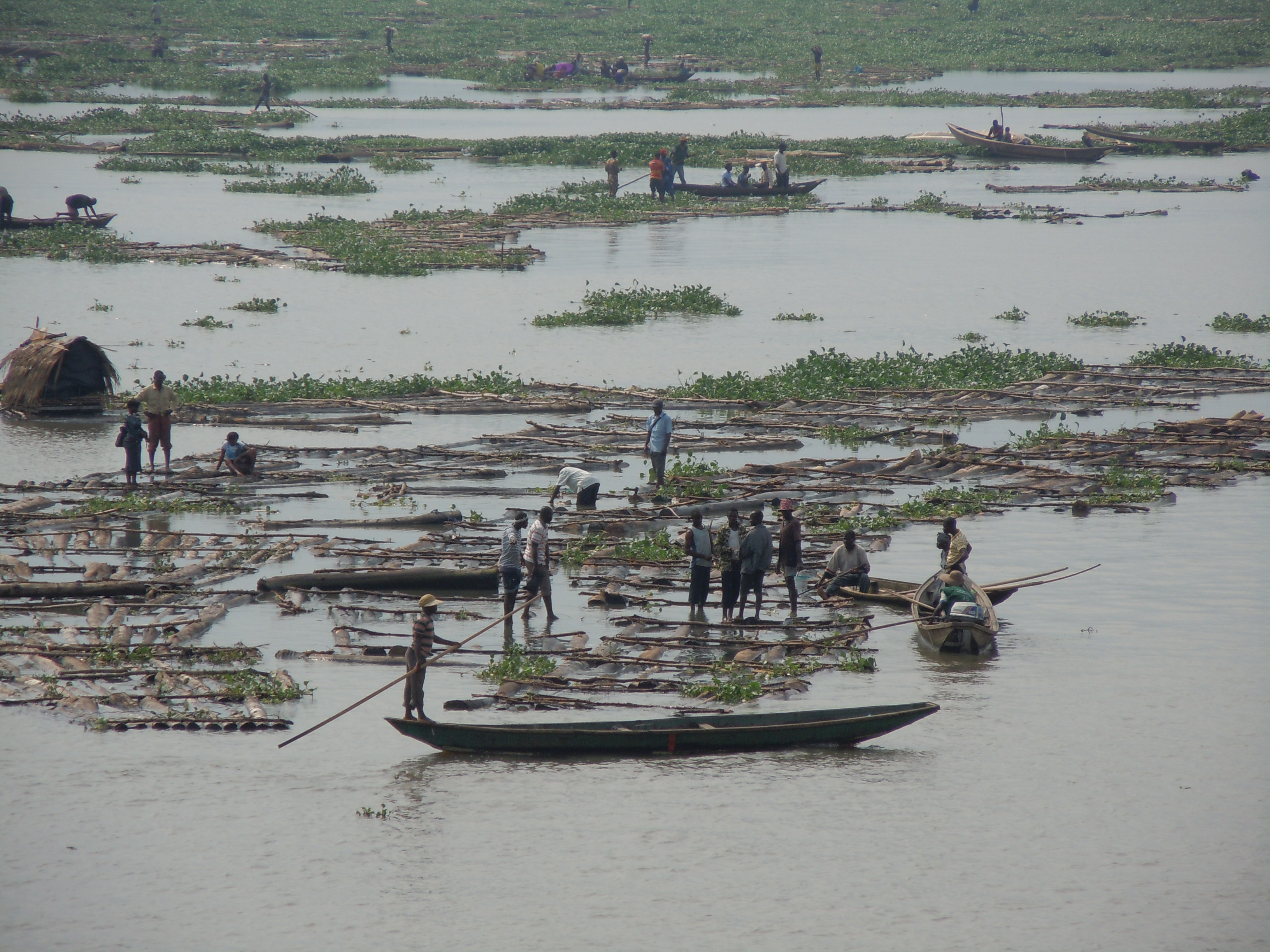
Onder water staand land met restanten van voormalige huizen.
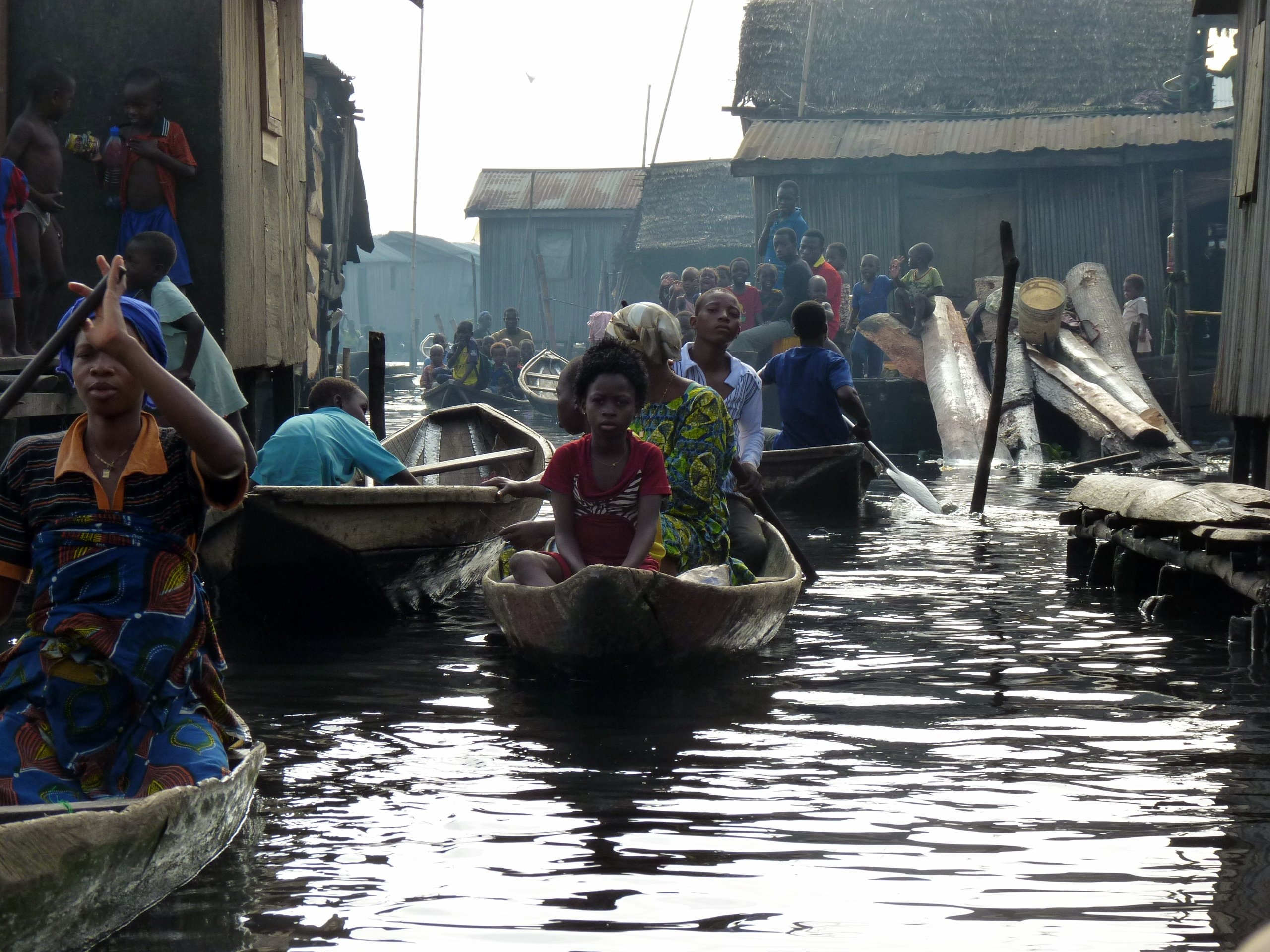
Leven op het water.
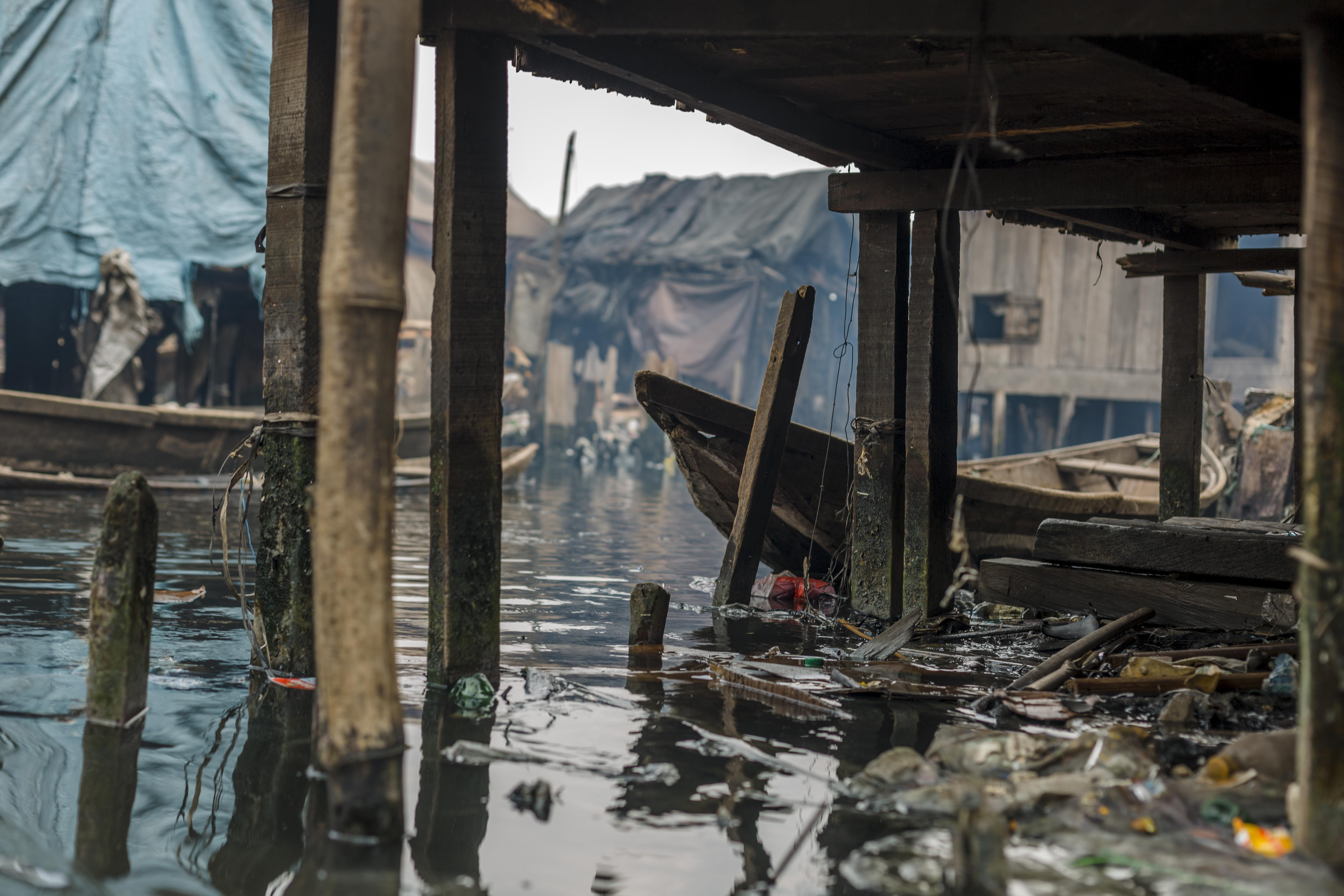
Een typisch doorkijkje
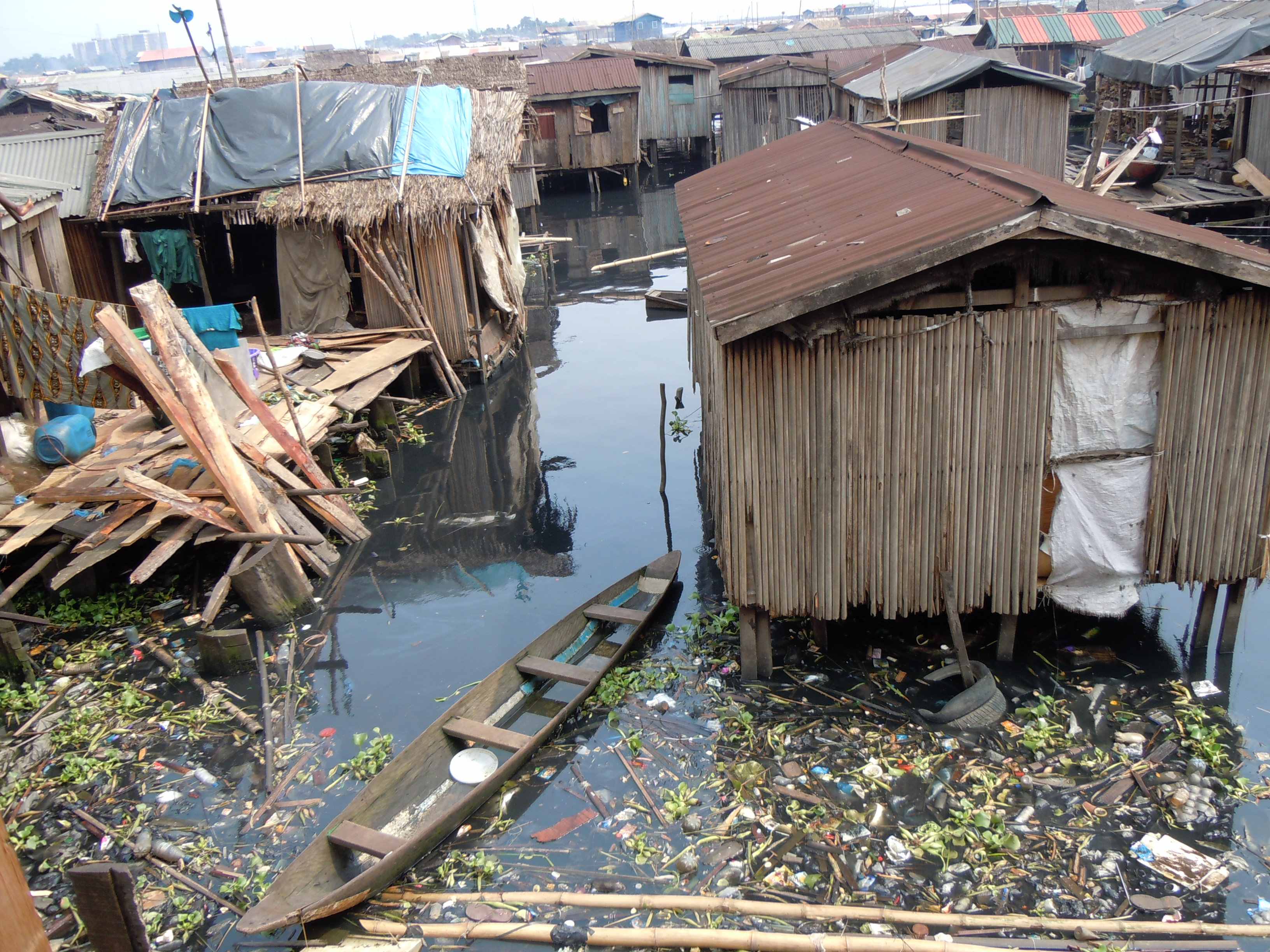
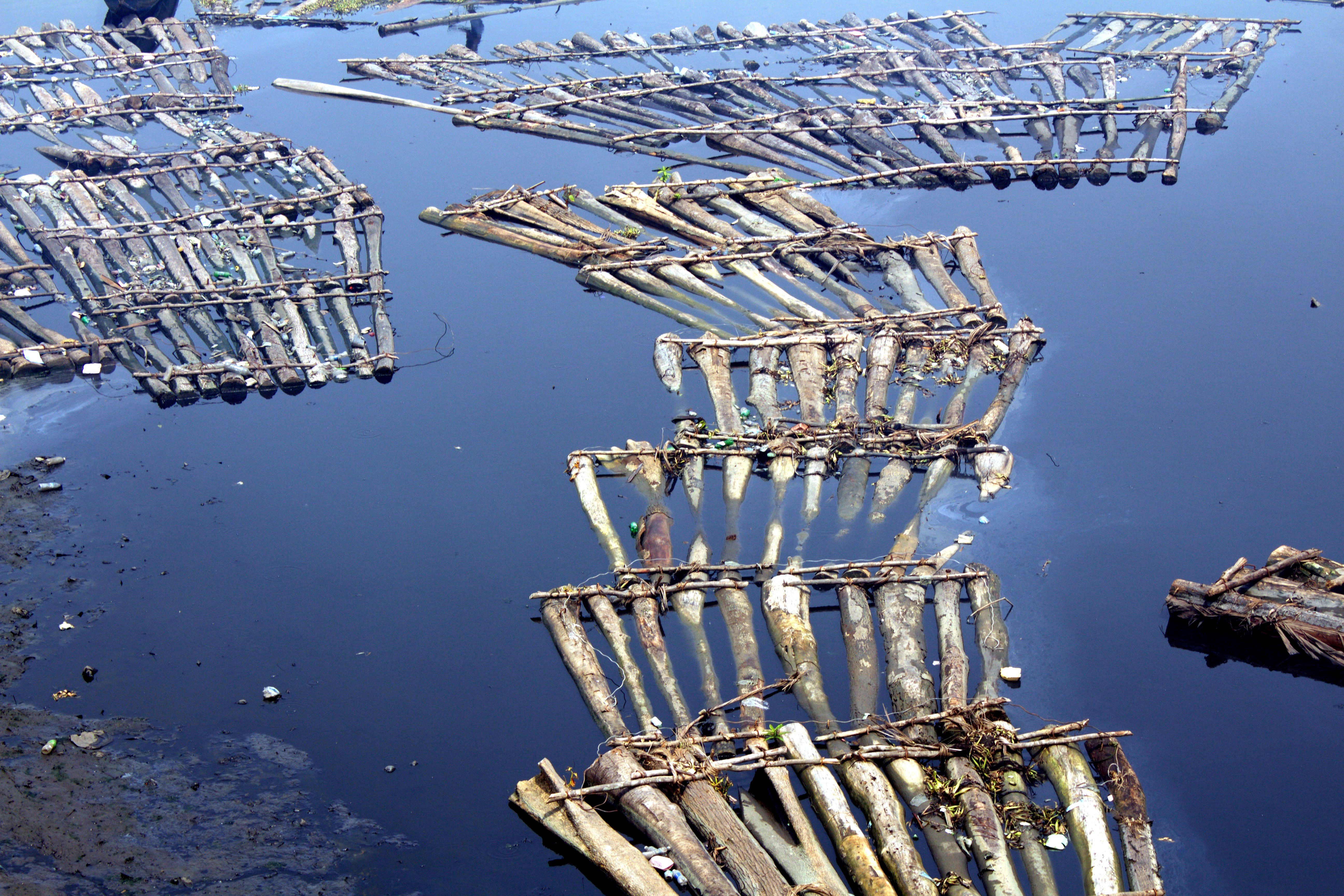
Houtvlotten

## Concept van MFS
Het drijvende gebouwtje was ontworpen als een lagere school voor een honderdtal leerlingen en had drie niveaus: op de 'begane grond' van meer dan 1.000 vierkante meter was een speelplaats dat buiten schooluren voor bijeenkomsten van de lokale gemeenschap gebruikt kon worden. De eerste verdieping was een gesloten ruimte voor twee tot vier klaslokalen, met ruimte voor zestig tot honderd leerlingen. Een trap aan de zijkant verbindt de open speelruimte, de klaslokalen en een halfgesloten workshopruimte op de derde verdieping. Er waren zonneblindramen voor schaduw en ventilatie, een blauw dak, en systemen om regenwater op te vangen en afval te composteren.
Door zijn A-vormige structuur had het een laag zwaartepunt en tezamen met de basis dat bestond uit meer dan 250 blauwe vaten zou de installatie bestand zijn tegen stormen en getijden en was het probleem van overstromingen verleden tijd. De installatie was met kettingen verankerd.
Het prototype zou op te schalen en aan te passen zijn voor andere toepassingen, zoals een gemeenschapscentrum, een gezondheidskliniek, een markt, een uitgaanscentrum of huisvesting. Zo zou een schooltje gevormd kunnen worden uit vier van dergelijke aan elkander gekoppelde installaties. En op de lange termijn zou met dit model een hele gemeenschap van deze drijvende installaties gebouwd kunnen worden.

## Projectgeschiedenis

### Projectontwikkeling
In Makoko bevindt zich de Engelstalige school Whanyinna. Isi Etomi, een Lagosiaanse architect, koos voor haar sociale dienstplicht op deze school les te geven en ontdekte erbarmelijke omstandigheden ter plaatse: de klaslokalen waren in erbarmelijke staat, bij regen liepen ze onder, en de funderingen stonden onder water op een zandbodem. Er bleek echter geen geld voor salarissen of onderhoud te zijn en de klassen waren overvol.
Met de ontmoeting tussen Kunlé Adeyemi en Etomi was het project Whanyinna op duurzame wijze uit te breiden geboren. Het begon als liefdadigheidswerk, een gemeenschapsproject, en het initiatief kreeg een duw in de rug toen Ben Stiller tijdens een bezoek aan Makoko Noah Shemede, het schoolhoofd van Whanyinna, aanbood met zijn filantropische stichting uitbreiding van de school te financieren.
Adeyemi kwam met een ontwerp van een drijvende school, wat het gebouw onkwetsbaar voor overstroming zou maken en een antwoord op klimaatverandering. Het zou A-vormig zijn zodat het regenwater direct de lagune kon instromen en het zou een prototype zijn voor een herbruikbaar modulaire gebouw zijn: "inheems, ecologisch, lokale materialen, zelfonderhoudend, economisch, aanpasbaar, verplaatsbaar, veilig" waren de sleutelwoorden.
In 2012 werd op basis van dit ontwerp het budget voor de Stiller stichting bepaald: 130.000 dollar, waarvan driekwart opging aan consultancykosten en tien procent opzij gezet zou worden om de architect businessclass tussen Amsterdam en Lagos te laten vliegen. Dit bedrag was zeven keer hoger dan het oorspronkelijke schoolgebouw van Whanyinna. Volgens Etomi was dit zogenaamde kopieerbare project onbetaalbaar voor de lokale gemeenschap. Adeyemi wilde de zichtbaarheid van het project ook uitbuiten, maar Etomi vreesde dat zichtbaarheid de lokale gemeenschap nog meer in het vizier van de overheid en zakenwereld zou brengen, die de gemeenschap liever kwijt dan rijk was. Ze had ook andere bedenkingen en stapte uit het project. Ook de Stiller Stichting trok zich terug.
Adeyemi regelde alternatieve fondsen via de VN-Ontwikkelingsprogramma en de Heinrich Böll Stichting. Hoewel Shemede zich afvroeg wat er met de andere partners gebeurd was, was hij als schoolhoofd allang blij dat er voortgang in het project was. Wat de NGOs betrof, die waren enthousiast over het idee dat het project all inclusive zou zijn: stimulering van de lokale economie, bevordering van toerisme en betere onderwijskansen voor kinderen in Makoko.

### Bouwfase
Adeyemi deed mee met de protesten die in juni 2012 uitbraken naar aanleiding van de gewelddadige uitzettingen van overheidswege. Hij gebruikte het materiaal om meer steun voor zijn project, dat nu emblematisch voor een bedreigde gemeenschap was, te krijgen. Sociale media werden een steeds belangrijkere middel om zijn punt te maken.
Eind 2012 werden lokale bouwvakkers ingehuurd voor de bouw van de school, dat enkele maanden duurde. Het werd in 2013 nog even onderbroken door interventie van overheidswege, die het bouwwerk als illegale bouwwerk bestempelde. De bouw werd desondanks doorgezet en de school werd in maart 2013 groots geopend, zelfs al had de overheid het nog niet officieel erkend.
Met gelikte foto's en rapportages die de suggestie wekten dat alles op rolletjes liep, ging Adeyemi wereldwijd op pad en toonde hij het project als een casus voor een toekomst waarin rijke landen van arme landen leren op duurzame wijze met ongelijkheid, bevolkingsgroei en klimaatverandering om te gaan. Zijn benadering werkte in zoverre dat het project wereldwijd in beeld was en trots onder de lokale Nigeriaanse bevolking genereerde.

### Gebruik en verval
Zo schreef NLÉ dat de Makoko Floating School door de gemeenschap gebruikt werd als sociaal, cultureel en economisch centrum en spoedig haar eerste leerlingen zou verwelkomen. Toen een journalist in 2014 de school bezocht, bleek de werkelijkheid echter anders dan wat de vele rapportages tot dan toe deden vermoeden: het gebouw was verwaarloosd en balken stonden op breken. Ondanks de opening waren de toiletten nooit geïnstalleerd, en ontbrak het schoolmeubilair. Zowel Shemede alsook een fotograaf die materiaal voor de Zweedse tak van de VN erkenden dat ze het gunstige beeld van een functionerende school hebben hooggehouden door het gewenste imago in scène te zetten. Die paar keren dat media wel opmerkte dat de school niet functioneerde, werd door de schoolleiding met een beschuldigende vinger naar de overheid gewezen. Maar behalve dat het meubilair ontbrak en er geen officiële toestemming was, hielden ook de ouders van de kinderen de scholieren aan wal: men vertrouwde de schommelende installatie niet.
Het bouwwerk functioneerde dus niet als school, maar het werd wel door de gemeenschap gebruikt als hangplek voor vissers en andere mannen uit de wijk, en als vergaderplaats voor de traditionele leiders. Vrouwen kwamen nauwelijks in het drijvende buurtontmoetingscentrum, die zouden er niets te zoeken hebben.
In september 2014 kwam Adeyemi met Al Jazeera, die voor Rebel Architecture een uitzending over de architect maakte, langs. Hij werd geconfronteerd met onder meer een plafond in slechte staat en loshangende plafondverlichting. Schijnbaar verrast reageert hij dat er "best wat reparatiewerk te doen is". In dezelfde episode van Rebel Architecture vertelt Shemede dat het gebouw in verwaarloosde staat omdat er nog geen goedkeuring van de overheid gekregen is om het als school te gebruiken.
Maar ook achter de schermen was steun voor het initiatief aan het afbrokkelen. Terwijl Adayemi als ambassadeur voor het project de wereld rondging, zou Shemede zich ter plaatse steeds meer als de eigenaar van het project gedragen en men zag de school niet meer dan een gemeenschapsproject, maar een private onderneming. Shemede werkte namens Nigerian Field Society als gids voor toeristische rondleidingen in Makoko, waarbij de MFS een van de attracties was. Wanneer men wilde doneren aan het project zei hij hen contant te betalen en dat hij dan zou zorgen dat het geld op de goede bestemming zou komen. En terwijl Adeyemi en Shemede waren overeengekomen dat de gemeenschap de school uiteindelijk onder haar hoede zou nemen, was het animo om bij te dragen weggeëbd. Uiteindelijk heeft Adeyemi's architectenbureau NLÉ de kosten van onderhoud en reparatie voor twee jaar gedragen. Naar de buitenwereld werd het project via grote kranten als The Guardian nog steeds als een groot succes gepresenteerd.
In de zomer van 2015 besloot de regering de school op te nemen in een regeneratieplan voor Makoko. NLÉ framede deze erkenning als het langverwachte signaal van officiële goedkeuring, ook al had de regering dit nog steeds niet expliciet gegeven. Het bedrijf droeg ook formeel de zeggenschap over de school over aan Shemede: van nu af zou de Makoko-gemeenschap alle onderhoud voor haar rekening nemen en NLÉ zou geen onderhoudswerkers meer sturen. Dat najaar, twee en een half jaar na de opening van de school, verhuisde Shemede twee klassen, 49 leerlingen in totaal, naar de MFS.

### Instorting
In december schonk Folorunsho Folarin-Coker, toenmalig minister van Toerisme van Lagos, zonnepanelen en buitenverlichting voor de drijvende school. Dit was echter een persoonlijk geste, dat niet te beschouwen was als erkenning van de regering. NLÉ gebruikte de foto's van deze installatie voor een andere publiciteitscampagne, maar Shemede was er minder van gecharmeerd. De school was in een erbarmelijke staat met andere prioriteiten: het gebouw schudde onder de windstoten, water stroomde bij tijde en wijlen naar binnen, en enkele verankeringskettingen waren verloren gegaan. In maart 2016, vier maanden nadat de eerste klassen het gebouw ingetrokken waren, verhuisde het schoolhoofd de leerlingen uit voorzorg terug naar hun oude school. Later die maand stuurde de architect een email met de herinnering dat de school nu toch echt aan Shemede en de gemeenschap toebehoorde en het hun verantwoordelijkheid was de noodzakelijke maatregelen te nemen. Er gebeurde echter niks en een paar weken later raakte de drijvende school helemaal los van zijn verankering en doolde het botsend rond op de lagune. De architect zond toen alsnog weer geld toe met de smeekbede toch vooral in het onderhoud van de school te investeren. Er werd echter niks mee gedaan.
Adeyemi was in die periode uitgenodigd voor de Biënnale van Venetië. De jury, onbekend met de werkelijke situatie van Makoko Floating School, beschreef bij de uitreiking van de Zilveren Leeuw voor Adeyemi's ontwerp het project als "tegelijkertijd iconisch en praktisch" en zijn ontwerper als "een veelbelovend jonge deelnemer".
Rond dezelfde tijd bezocht Tomà Berlanda, vertegenwoordiger van de Aga Khan Award, Lagos om de school, die genomineerd was voor de prestigieuze architectuurprijs, te beoordelen. In zijn rapport erkende Berlanda dat de school in verwaarloosde staat verkeerde. Adeyemi had vóór het bezoek reeds aan Berlanda zijn zorgen uitgedrukt, maar stond achter het gebouw en noemde geen plannen voor renovaties.
Makoko Floating School ging ten onder op de ochtend van 7 juni 2016 onder het geweld van een zware doch een voor het seizoen geen uitzonderlijke tropische regenstorm. Het persbericht dat NLÉ daarop verspreidde, strookte niet met wat Adeyemi met Berlanda had besproken, noch met de claims van het schoolhoofd:
Makoko Floating School comes down for upgrade
After three years of intensive use and exceptional service to the community, the first prototype structure Makoko Floating School has come down on June 7, 2016. Following its decommission since March, the structure has been out of use in anticipation of reconstruction.— NLÉ persbericht van 8 juni 2016
Het was weer een spin voor de media over wat in Lagos inmiddels publiek geheim was: de school was ingestort. In het vervolg van het artikel werd voortgeborduurd op de suggestie dat een nieuwe school gebouwd zou worden.

### Nasleep
De architect zou zijn lokale contacten opgedragen hebben geen journalisten rond het wrak te leiden, maar hij was de controle over en respect van de bevolking kwijt. Zij leidden journalisten rond. De sloppenwijkbewoners hebben de MFS uit elkaar gehaald voor hergebruik als bouwmateriaal. In retrospect lijkt de gemeenschap met gemengde, maar overwegend positieve gevoelens naar het initiatief terug te kijken. Het project heeft weliswaar gefaald, maar het heeft Makoko op de kaart gebracht. De gemeenschap heeft extra inkomsten kunnen genereren van de wereldwijde aandacht en met dat in gedachten staan ze open voor nieuwe initiatieven. Bovendien wordt gedacht dat de grotere bekendheid van het gebied bijdraagt tot bescherming van de bewoners ten aanzien van ingrijpen van overheidswege.
Sterker nog, zoals er in 2012 nog sloopactiviteiten van overheidswege waren, zo zou de overheid nu de wijk bestuderen. Volgens de architect komt is dat te danken aan de MFS en de gegenereerde internationale bekendheid. Ook de financierende UNDP is positief over het project ondanks dat de school nauwelijks was gebruikt: als fysiek schoolgebouw zou het project misschien mislukt zijn, maar als innovatie bleef het overeind. Ook de vertegenwoordiger van de Heinrich Böll Stichting was er vergoelijkend over: “Kunlé is een architect, geen projectmanager. Je kunt niet van hem verwachten dat hij een school gaat runnen.” Ook vanaf de zijlijn toekijkende architecten, zoals de Ghanese architect Joe Osae Addo, voorzitter van de pan Afrikaanse designer-gemeenschap ArchiAfrika, staan achter het project. Volgens hem biedt het project inspiratie voor architectuurstudenten over de hele wereld.

## Erkenningen
Ondanks de problemen en door de gelikte publiciteitscampagne van de architect en zijn netwerk, is het Makoko Floating School-project bij diverse toonaangevende kunst- en architectuurorganisaties in beeld geweest, maar heeft het uiteindelijk alleen de Silver Lion op de Biënnale van Venetië gewonnen:
- 2013: In tegenstelling tot wat rondzong in de media[10] werd voor de MFS geen AR+D Award gewonnen, maar werd het project hoog aangeprezen.[10][11]
- 2014: Genomineerd voor de Design of the Year award van de London Design Museum[12]
- 2015: Genomineerd voor International Award voor Public Art[13]
- 2016: Genomineerd voor Aga Kahn Award.[14] Afgevallen na bezoek van inspecteur ter plaatse.
- 2016: Silver Lion op de Biënnale van Venetië.[15]

## Vervolg op de MFS

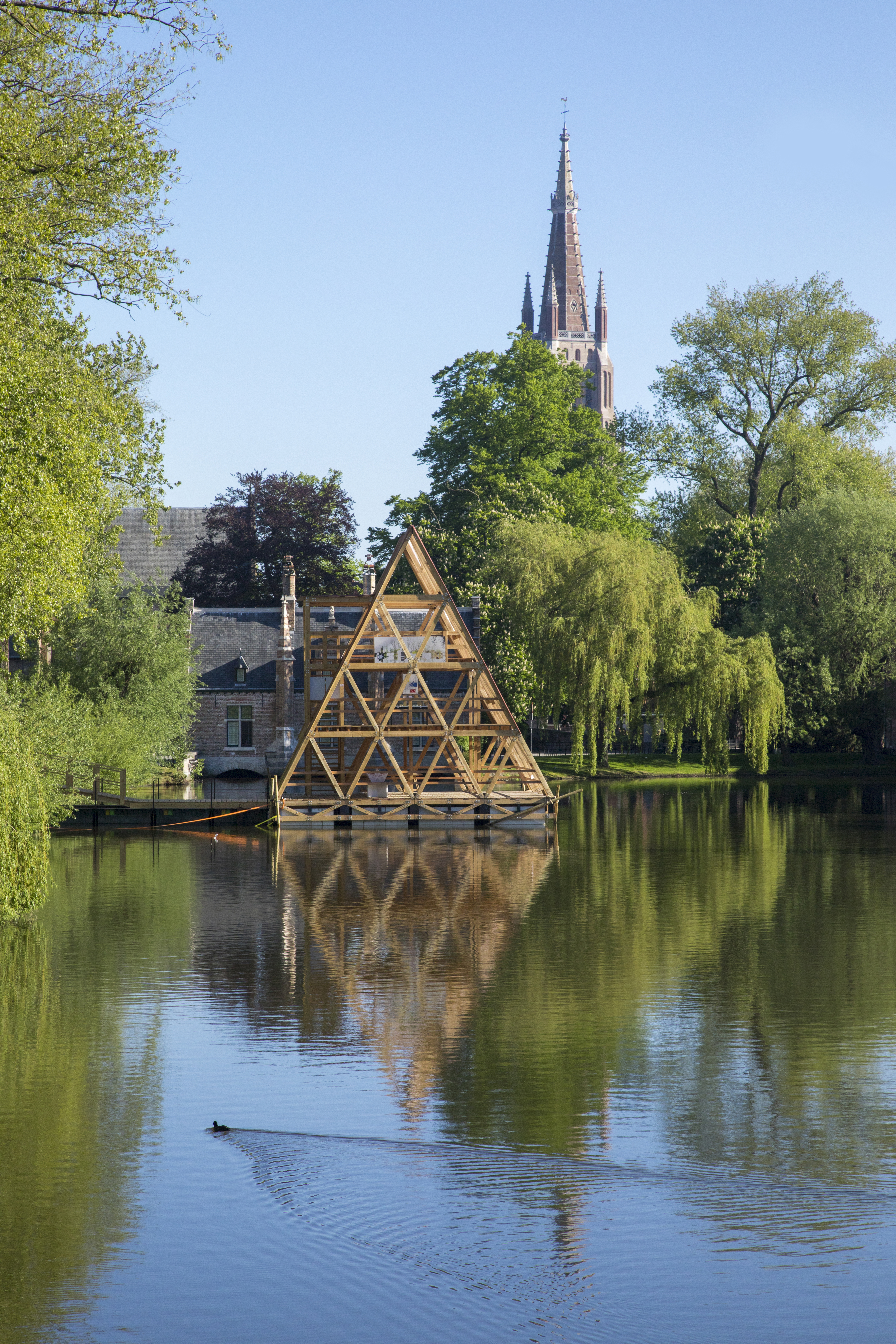
MSF III in het Brugse Minnewater gedurende de Triënnale Brugge van 2018

De architect ging met zijn opgedane bagage elders op pad. Makoko Floating School werd later ook wel MFS I genoemd, want het was slechts de eerste van een serie prototypen die erop zouden volgen.
MFS II was de replica die in 2016 voor de Biënnale in Venetie is gebouwd.
De MFS III was een nieuw concept, ontworpen als een volledig geprefabriceerd, modulair, flat-pack, drijvend bouwsysteem, met een levensduur van 25 jaar, en gebaseerd op Eurocodes voor breder regionaal gebruik. Deze versie werd in het Brugse Minnewater gebouwd, voor de Triënnale Brugge dat in 2018 als thema Vloeibare Stad had.
Aan het eind van datzelfde jaar volgde MFSIIIx3, gebouwd voor de tentoonstelling 'Cosmopolis #1.5: Enlarged Intelligence' in Chengdu, China. Dit prototype bestond feitelijk uit drie modellen van verschillende groottes. De drie installaties zijn van lokale bamboe gemaakt en spelen in op de eeuwenoude watermanagement cultuur in de Chinese provincie Sichuan.
In 2021 is The Floating Music Hub in Mindelo, Kaap Verdië, geopend. Het is na de voorgaande installaties die allemaal tijdelijke prototypes waren, het eerste project dat voor permanent gebruik is ontworpen. Tegen die tijd werd geschreven dat de architect zijn carrière bouwt rond de vraag van hoe zijn ontwerpen aan een gezonder planeet kunnen bijdragen. Naar eigen zeggen is het zijn missie diversiteit en harmonie tussen mensheid en het milieu te bevorderen.

## Andere drijvende scholen
De drijvende school van Makoko was qua concept origineel omdat het een oplossing voor kwetsbare maritieme gemeenschappen aanbood, door met inbreng van de lokale gemeenschap en gebruik van lokale materialen op goedkope en duurzame wijze te bouwen en leven in harmonie met de grillen van de natuurlijke omgeving. Anderszins is het concept van drijvende gebouwen in het algemeen en drijvende scholen in het bijzonder alleszins een bekend en eeuwenoud concept in waterrijke gebieden.
De oudst bekende drijvende school in Nederland is mogelijk De Ark, dat in het najaar van 1952 in het Utrechtse Oog in Al in het Merwedekanaal aan de Kanaalweg aangelegd werd en daar elf jaar als basisschooltje dienst gedaan heeft. Daarna werd het naar de Spinozabrug versleept waar het als bijgebouw van de toenmalige Spinozaschool aan de Cervanslaan gebruikt werd.

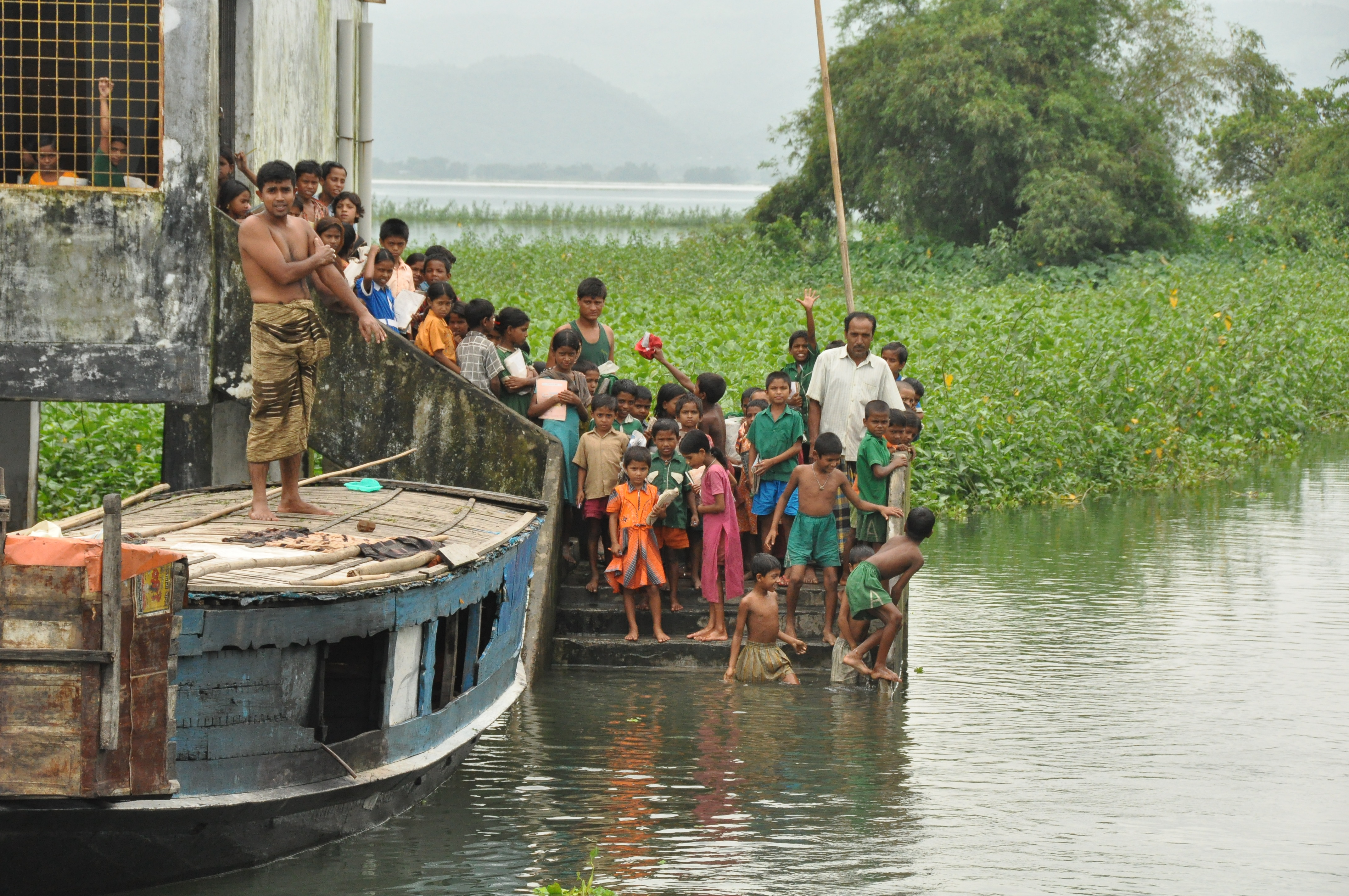
Drijvende school in Tanguar Haor, Bangladesh

In Bangladesh leven kwetsbare bevolkingsgroepen op een door zee opgeslokt land en ondergaan de consequenties van overstromingen en rijzend niveau van het water. Sinds 2002 zijn schoolboten ontwikkeld door architect Mohammed Rezwan in samenwerking met de NGO Shidhulai Swanirvar. Deze boten zijn veilig tijdens het moessonseizoen en die apparatuur aan boord beschermen en bovenal inspelen op de lokale kennis, cultuur en sociale structuren.
India's eerste drijvende basisschool werd in 2017 geopend in het Loktakmeer in het deelstaat Manipur.

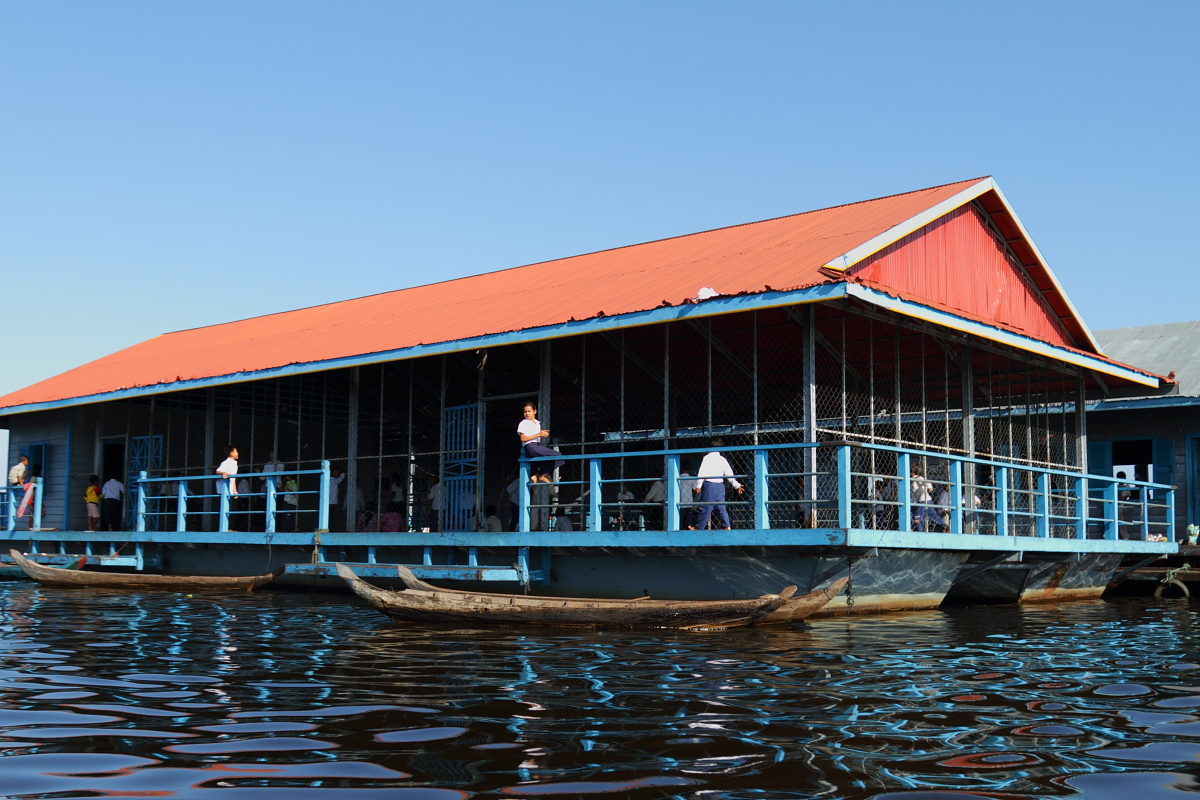
Drijvende school op de Boeng Tonle Sap, Cambodja.

In 2018 werd een drijvende houten school voor Vietnamese leerlingen in het vissersdorpje Koh Kek, Cambodja, geopend.